# Sven Atle Kopperud
Sven Atle Kopperud, även kallad Silenoz eller Erkekjetter Silenoz, född 1977 i Nannestad, är en norsk gitarrist och låtskrivare, verksam i black metal-bandet Dimmu Borgir sedan starten 1993. Han bildade bandet tillsammans med Shagrath och Tjodalv. Silenoz skriver större delen av Dimmu Borgirs musik och texter, och sjöng även på första skivan, For All Tid.

## Diskografi (med Dimmu Borgir)
Studioalbum
- 1994 – For All Tid (Återutgiven 1997 på Nuclear Blast)
- 1996 – Stormblåst
- 1997 – Enthrone Darkness Triumphant
- 1999 – Spiritual Black Dimensions
- 2001 – Puritanical Euphoric Misanthropia
- 2003 – Death Cult Armageddon
- 2005 – Stormblåst MMV (Nyinspelning av originalet, innehåller en live-DVD)
- 2007 – In Sorte Diaboli
- 2010 – Abrahadabra

EP
- 1994 – Inn I Evighetens Mørke
- 1996 – Devil's Path
- 1998 – Godless Savage Garden
- 2001 – Alive in Torment
- 2002 – World Misanthropy EP